# Orthaea cavendishioides
Orthaea cavendishioides är en ljungväxtart som beskrevs av A. C. Smith. Orthaea cavendishioides ingår i släktet Orthaea och familjen ljungväxter. Inga underarter finns listade i Catalogue of Life.